# 換局
換局（韓語：환국），在朝鲜王朝即是「政局轉換」的意思。

## 庚申換局
1680年（肅宗6年）發生，又稱庚申大黜陟，起因為福昌君、福善君及福平君三兄弟企圖逆謀奪位，最終南人黨被逐出朝廷，西人黨掌握朝政。

## 己巳換局
1689年（肅宗15年）發生，因冊立張禧嬪之子李昀為世子的元子定號問题引起，肅宗不滿西人反對，使得西人失勢，南人重掌朝廷，仁顯王后遭廢位，張禧嬪晉升王后。

## 甲戌換局
1694年（肅宗20年）發生，又稱甲戌獄事。張禧嬪與其南人黨羽，勢力開始威脅王權，於是張禧嬪遭貶回嬪妃，仁顯王后復位，南人再次被逐出朝政，西人從此得勢。

## 丁未換局
1727年（英祖3年）發生，蕩平政策排除黨派心強的西人少論派，西人老論派得以長期當政。